# Enrico Dandolo
Enrico Dandolo (Velence, 1107 – Konstantinápoly, 1205. május) a Velencei Köztársaság negyvenegyedik dózséja. 1192-ben immár több mint nyolcvanévesen és ráadásul vakon lépett Velence kormányrúdjához. Minden bizonnyal ő volt a város leghíresebb vezetője, aki fantasztikus üzleti, politikai és hadászati érzékkel vezette ki a lagúnák városát a káoszból. A negyedik keresztes háború egyik legjelentősebb alakjává vált, bár Róma és a keresztény világ szemében Enrico tette kevésbé volt megnyerő. Az ő vezetésével sikerült visszafoglalni a magyaroktól Zárát, és ő volt az a dózse, aki elfoglalta Konstantinápolyt, és megalapította a Latin Császárságot.

## Velence új dózsét választ
A köztársaság igen megsínylette a korábbi éveket, hiszen Orio Mastropiero dózse uralkodása alatt a város bel- és külügyeiben egyaránt az összeomlás szélén állt. A gyűlölt dózse helyét ekkor a Nagytanács által kiválasztott negyvenhat velencei nemes döntése alapján töltötték be. A tanács 1192. június 21-én Enrico Dandolót nevezte ki a Serenissima élére.
Enrico körülbelül 1107-ben született a régi és befolyásos Dandolo családban. Valószínűleg örökölte a hosszú életet, hiszen apja, Vitale Dandolo, aki II. Vital Michele dózse tanácsadója volt, szintén sokáig töltötte be a család fejének szerepét, és nagybátyja, akit szintén Enrico Dandolónak neveztek, Grado pátriárkája volt, és ugyancsak szép kort élt meg. Emiatt Enrico csak hatvanévesen kerülhetett a velencei közélet középpontjába. Apja mellett rendkívül sokat tanult. Mind kereskedelmi, mind irányítási tapasztalata is volt bőven, amikor az állam szolgálatába állt, és elsőként Ferrarába ment a Serenissima követeként. 1171-ben igen borússá változott a lagúnák városának kapcsolata Bizánccal, ezért a kiváló képességeit megvillantó Enricót követként Konstantinápolyba küldték. Hazatérése után II. Vilmos, szicíliai király udvarába utazott el követként. A dél-itáliai szigeten kétszer is járt, hogy tárgyalásokat kezdjen az uralkodóval. 1183-ban ismét Bizáncba utazott Velence legfőbb követeként, és diadalmasan tért onnan vissza. I. Andronikosz bizánci császár a bailosz címet ajándékozta neki, amely consuli szerepeket töltött be a birodalomban. A történetírás vakságának okát nem jegyezte fel pontosan. Ezzel kapcsolatban két történet is ismert. Az első alapján a bizánciak vakították meg, amikor 1171-ben követként járt ott. Történelmileg azonban valószínűbbnek tűnik, hogy egy elvétett nyílvessző vette el szeme világát még megválasztása előtt.
A negyvenhatok tanácsa úgy vélekedett, hogy az igen komplikálttá vált velencei külügyeket csak egy olyan ember tudja megoldani, aki igen tapasztalt ilyen téren. Enricónak pedig rendkívül nagy gyakorlata volt ezen ügyekben. Ezért döntött úgy a tanács, hogy a több mint nyolcvanéves Dandolót választja meg a köztársaság vezetőjének.

## Enrico uralkodásának kezdete

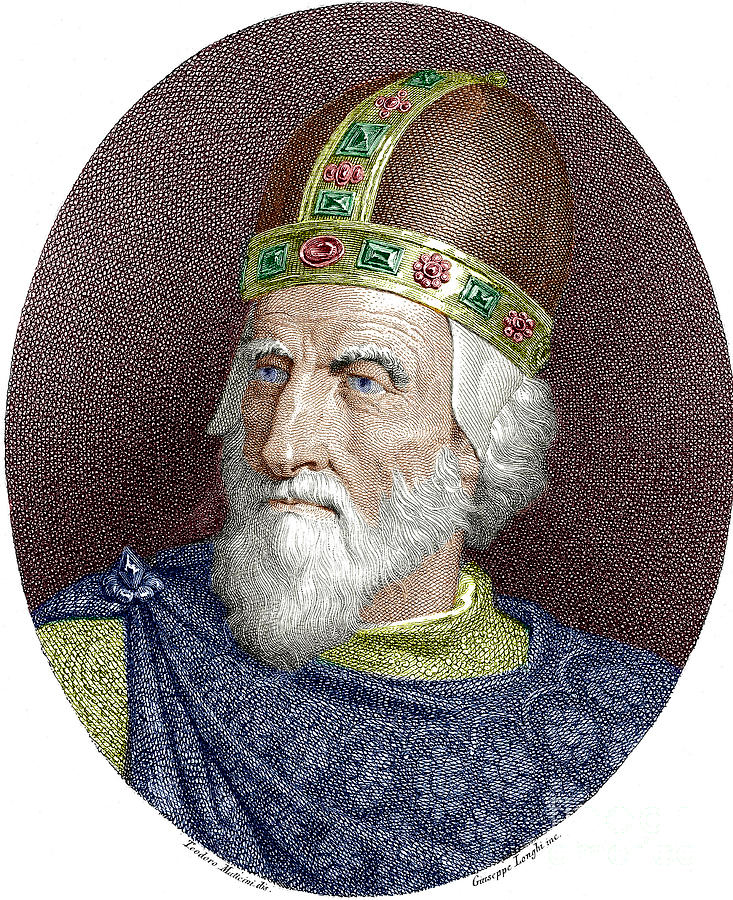
Enrico Dandolo

Amikor az idős Dandolo Velence trónjára lépett, igen sürgető volt, hogy helyrebillentsék a város kereskedelmi, gazdasági és politikai életét. Gyors és határozott intézkedésekkel véget vetett a guelfek és ghibellinek harcának a városban, és belső békét teremtett. Azonban ez volt uralkodásának legkisebb gondja. Trónra lépésének időpontjában folyamatosan harcok dúltak az Adriai-tengeren. A pisai, a genovai, a normann és a szaracén flották hadakoztak egymás ellen, és persze a dicső velencei hajóhad is védelmezni próbálta saját érdekeit. A dózsétól azt várta a város, hogy a Mare Venetianorum, azaz a Velencei-tenger névre keresztelt Adriát ismét vonja a Serenissima kizárólagos befolyása alá.
Enrico a lagúnákhoz rendelte a szétszórt és korántsem egységesen fellépő flottát, majd Bizánctól szövetséget kért a pisai flotta kiűzéséhez. A császár azonban bármilyen jó kapcsolatokat ápolt is a dózséval, ezt nem akarta megtenni a kereskedővárossal kötött egyezmények miatt. Kárpótlásul felújították az előnyös velencei kereskedelmi szerződéseket, és a korábban Konstantinápolyban maradt zsákmányt is visszaszolgáltatták. Enrico nem hagyta magát megfélemlíteni, és a nagyrészt rendbehozott flottát Tommaso Falier admirálisra bízta, akinek sikerült áttörnie az öbölbe vont pisai és anconai blokádot. A velenceiek által vén gigásznak becézett Enrico a vezérhajón volt, és azonnal Póla városa felé irányította a flottát, ahonnan sikerült kiűzniük a pisaiakat. Több kisebb dalmát várost is elfoglaltak, és egy éven belül ismét csak az oroszlános velencei lobogók uralták az Adriát. A pisai had Konstantinápoly öblébe menekült, ahová követte őket a velencei flotta, de a Bizánccal kötött egyezség értelmében itt már nem támadhatták meg a rivális kereskedőváros hajóit. 1195-ben Enrico békét kötött az Adrián hajózó kereskedőnépekkel, és biztosította a velencei hegemóniát a tengeren.

## A negyedik keresztes hadjárat
1195-ben tehát ismét helyreállt a külső béke, és Velence nekiláthatott felújítani kimerült készleteit. A Pisától visszafoglalt területeken erdőségeket telepítettek, és ismét helyrehozták a kender- és lenültetvényeket. De a béke nem tarthatott sokáig, ugyanis 1198-ban az energikus III. Ince pápa lépett Szent Péter trónjára. Az egyházfő több külföldi útján és vagy egy tucatnyi zsinaton meghirdette a negyedik keresztes háborút. Ince igyekezett meggyőzni a gazdag Velencét is a kereszténység védelmének fontosságáról, így 1201-ben Velencébe is összehívott egy zsinatot. A pápa itt hirdette ki először a keresztes hadjáratot, amely Egyiptom felszabadításáért indul. Enrico is tárgyalt a szentatyával, és fontos megállapodásra jutottak. Ince bizonyos gazdasági és területi hatalmat adott volna Velencének a Földközi-tenger túlsó partjainál, cserébe a velencei flotta olcsóbban szállítja a kereszteseket a Szentföldre. A dózse úgy határozott, hogy a szállításnak a kezdő költségeit számítják fel, amely 85 ezer kölni ezüstmárkára rúgott. 1202 júniusában Európa minden tájáról Velencébe sereglettek a keresztesek, hogy innen induljanak a messzi keletre.

### Zára ostroma
Minden szervezés és buzdítás ellenére gondok akadtak a hadjárat indításával. Egyrészt a Velencébe érkező keresztesek létszáma messze elmaradt a tervezettől. Róma és a többi keresztény állam nem volt hajlandó többet fizetni, sőt egyáltalán fizetni sem nagyon. A június lassan továbbhaladt, és már október volt, amikor az egyre türelmetlenebb sereg már gondot jelentett a városnak. Enrico Lido szigetére szállíttatta őket, ahol gyakorlatilag el voltak zárva a külvilágtól. A dózse végül briliáns megoldással állt elő. Egyrészt a Szent Márk-téren pompás gyűlést rendezett, amelyen kijelentette, hogy a keresztes hadjáratban Velence katonákkal is részt vesz, nemcsak hajóival szállítja a hadakat. Ezzel a politikai manőverrel sikerült megtöltenie az összes velencei hajót. A terv második része azonban nagy felháborodást keltett. Enrico kijelentette, hogy amennyiben a keresztes hadak segítenek Velencének bevenni Zára városát, amely Magyarország birtokában volt, akkor elengedik a viteldíjat.

Imre, magyar király csapatai is csatlakoztak a keresztes hadakhoz, és ráadásul egy keresztény várost akartak megtámadni. Ezért a Velencében összegyűlt keresztesek egy része hazament. Ince a dózse tervétől megriadt, és levélben fenyegette meg a kereszteseket és Velencét is, hogy amennyiben megtámadják Zárát, egyházi átokkal sújtja őket. A vita sokáig húzódott, és Enricónak is mindent be kellett vetnie, hogy meggyőzze a kereszteseket az ostromról. Végül 1203-ban útnak indult a hatalmas flotta, amelynek első állomása Zára volt. A megrémült záraiak kereszteket és keresztes lobogókat tűztek ki a vár fokára, de ez sem segített. A november 10-én kezdett ostrom aránytalan szembenállói miatt alig két hétig tartott. November 23-án Zára elesett. III. Ince azonnal kiátkozta az ostromban részt vett kereszteseket, és egész Velencét. Enrico megerősítette a velencei uralmat a dalmát városban, majd flottájával Korfu szigete felé hajózott, ahol meg akart pihenni, mielőtt továbbhajóztak volna a háború valódi célállomása felé.

### Konstantinápoly ostroma
Miközben a velencei flotta Zárát ostromolta, több keresztes nemes hazaindult. Ezek között volt Boniface de Montferrat is, aki Svábiába utazott Fülöp nevű unokatestvéréhez. A történészek ennél a pontnál csak találgatni tudnak, hogy Boniface vajon a pápa intésére maradt-e távol a zárai ütközettől, vagy Fülöp udvarában találkozni akart annak sógorával, Alexiosz Angelosszal, II. Izsák, elűzött bizánci császár gyermekével. 

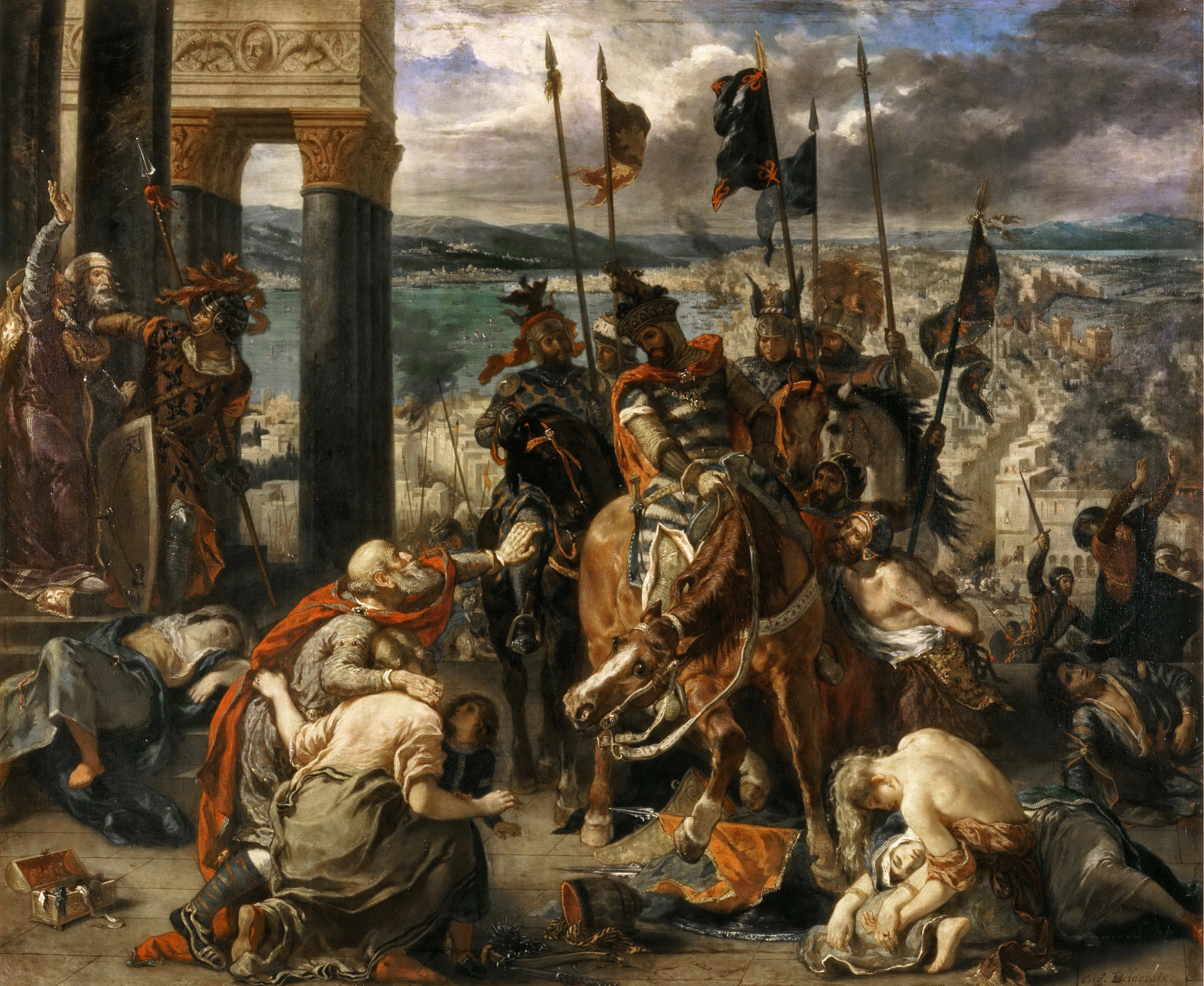
A keresztesek behatolása Konstantinápolyba

Ugyanis a dózse Zára bevétele után találkozott Alexiosszal és Boniface-szal is. A frissen elfoglalt városban fontos tárgyalások zajlottak le a keresztes hadak vezetői, Enrico és a bizánci trónkövetelő között. Alexiosz apját 1195-ben űzték el a bizánci trónról, ezért a herceg megígérte a kereszteseknek, hogy amennyiben visszasegítik őt a császári trónra, a keleti egyházat Róma hatálya alá helyezi, jelentős jutalmat ad a kereszteseknek valamint Velencének és egy hatalmas sereggel társul a keresztes hadakhoz Egyiptom felé. A jelenlévők elfogadták a vonzó feltételeket, és hamarosan elindultak Korfu felé, ahol a flottához csatlakozott Alexiosz és Boniface is. 1203 júniusában a hajóhad elérte Konstantinápolyt.

A trónbitorló III. Alexiosz császárral a keresztesek először tárgyalni próbáltak, ám miután az eredménytelennek tűnt, a flotta megtámadta a bizánci főváros északkeleti részét. Az inkább megfélemlítésnek szánt ostrom akkora tüzet okozott, hogy a város jelentős része leégett. Ezek után a bizánciak fellázadtak Alexiosz ellen, aki elmenekült a városból. Így 1203-ban IV. Alexiosz néven elfoglalhatta a bizánci trónt a jogos követelő. Apja, II. Izsák pedig társcsászárként uralkodott mellette.
A zárai megállapodást a keresztesek tehát teljesítették, így most a bizánci császáron volt a sor. Alexiosz azonban hamar rájött, hogy elődje az egész kincstárat magával vitte menekülése közben, ezért nem tudta megjutalmazni a kereszteseket. Az alku mégis kötötte, ezért a város aranyozott ikonjait, kegytárgyait olvasztotta be, hogy az így nyert arany- és ezüstrudak váljanak a keresztesek fizetségévé. Ez a tette felbőszítette a görög rítust követő keresztényeket, akik hamarosan a latin rítusúak ellen fordultak, mondván, hogy a császár azért pusztítja az ikonokat, hogy latinosítsa a vallást. A fellángoló polgárháború nem könnyítette meg Alexiosz dolgát. Konstantinápoly jó része lángokban állt, és végül a nép haragja elűzte Alexioszt is a trónról. Izsák nemsokára meghalt, és V. Alexiosz elfoglalhatta a bizánci trónt. 

A velencei flotta és a keresztesek azonnal megtámadták Konstantinápolyt, hiszen a császári ígéretet veszni látták. Az első ostromot sikerült visszavernie a bizánci seregnek, majd április 9-én is diadalt arattak, de ekkor már megroppant a város védelmi rendszere. Alexiosz az éj leple alatt elmenekült a városból, és csak a varégok császári gárdája védte a császári palotát. 1204. április 13-án végül a keresztes hadak és a velenceiek áttörték a vastag falakat és beözönlöttek a városba. Ezután elszabadult a pokol, és a középkor egyik legbrutálisabb és legféktelenebb fosztogatása [forrás?] vette kezdetét. Az embertelen öldöklés, az asszonyok megrontása, a templomok és szent helyek gyalázása és kifosztása három napon keresztül zajlott. A történtekről értesülő Ince átokkal sújtotta a vad keresztény hadat, és úgy fogalmazott, hogy szégyen fejére, hogy ez a sereg az ő hívására gyűlt össze.

### Utódállamok
Enrico és a keresztesek megállapodása úgy szólt, hogy a zsákmány háromnegyede a kereskedővárost illeti, és csak a maradék ütheti a keresztesek markát. A velencei flotta egy része továbbhajózott dél felé, de Egyiptomot sosem érte el. A velenceiek és a keresztesek együttes erővel elfoglalták az Égei-tenger legtöbb szigetét, és Kis-Ázsia nyugati részét is. Epirusz, Rodosz és több sziget így vált velencei birtokká. A keresztesek meghódították Kréta szigetét is, amelyet Enrico Boniface de Montferrat-tól megvásárolt. Az így létrejött területeken nagyrészt a dózse irányítása alatt jöttek létre új államok. 1204-ben Enrico Dandolo megalapította a Latin Császárságot, amelynek vezetését nem vállalta el, és azt sem szerette volna, ha Boniface foglalja el a császári trónt, hiszen neki közeli rokoni kapcsolatai voltak a korábbi császári dinasztiával. Végül Flandriai Balduinra esett a választás. Ő foglalhatta el elsőként a császári trónt Konstantinápolyban. A császárság Velence vazallusa lett. Boniface pedig Görögországban megalakította a Thesszalonikéi Királyságot, amely a latin császárok hűbérese volt. Bizánc szétesése azonban nem törölte el a régi rendszert és a fennmaradt területeken több olyan állam jött létre, amely a régi dinasztiák jogán uralkodott. Ezek közül a legjelentősebb a Nikaiai Császárság volt, amelynek élére Laszkarisz Theodor állt. A régi rend fenntartójaként alakult meg a Trapezunti Császárság és az Epiruszi Despotátus is.

## Bolgár harcok és halál

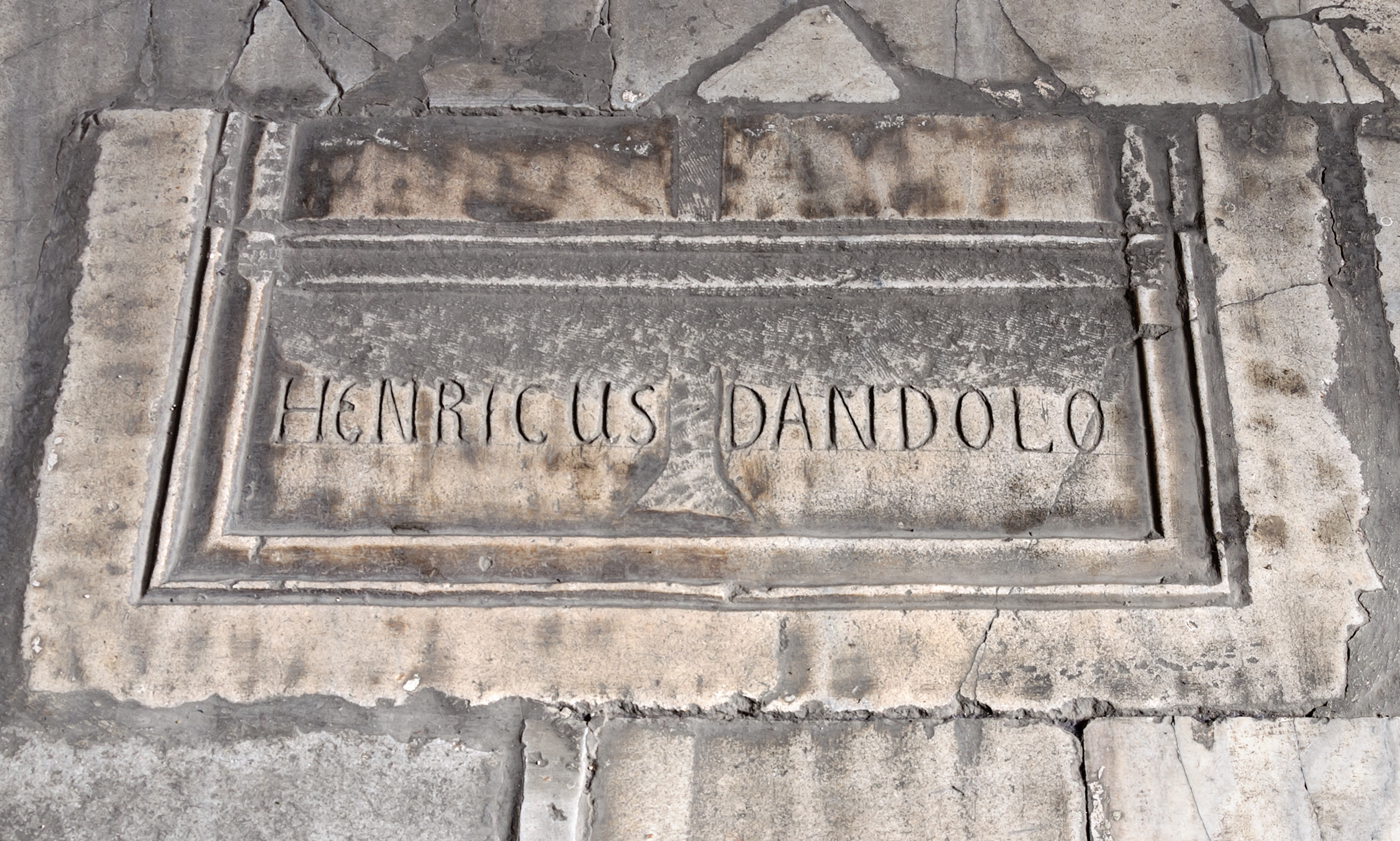
Enrico Dandolo sírköve a Hagia Sophiában

Velence méltán legnagyobb és legnevesebb dózséja azonban nem élvezhette felhőtlenül győzelmét, és saját hazája dicsőítését. 1204 végén egyre jobban leromlott egészségi állapota. Mindenki tudta róla, hogy nem bírná ki a hazavezető hajóutat. A velenceiek körében pedig igen népszerű volt a vén gigász, igaz a pápa és a kontinens legtöbb keresztény uralkodója nem ezen a véleményen volt.

Enrico tehát jobbnak látta ott maradni a frissen meghódított vidékeken. Minden igyekezetével azon volt, hogy a néhai Római Birodalom keleti részének romjain Velence hűbérállamait megszilárdítsa. Bizánc hanyatlása után a szomszédos Bolgár Cárság Kalojan cár vezetésével ki akarta terjeszteni határait a felbomlott ősi állam rovására. A bolgár hadak makacsul támadták a kimerülőben lévő velencei és keresztes seregeket. Trákia északi részén több területet is a cársághoz csatoltak. Az összecsapásokban jelen volt a lassan századik évébe lépő dózse is. A Drinápoly (ma Edirne) mellett vívott csata után szállása felé lefordult lováról, és 1205. június 21-jén meghalt. Hamvait a Hagia Szophia (Szent Bölcsesség) bazilikában helyezték örök nyugalomra. Temetését kissé elhalasztották, mivel a bolgár csapatok erőteljes támadásba kezdtek, és elfoglalták Drinápolyt is.